# Lelio Biscia
Lelio Biscia (Roma, 15 giugno 1575 – Roma, 19 novembre 1638) è stato un cardinale italiano.

## Biografia
Nacque il 15 giugno 1575, secondo dei cinque figli di Bernardino Biscia, avvocato concistoriale, e di sua moglie Vittoria Scapucci. La sua famiglia era entrata a far parte della nobiltà romana nel XVI secolo e otterrà nel secolo successivo il titolo di marchese.  
Studiò giurisprudenza e ripercorse le orme paterne, divenendo avvocato concistoriale il 5 luglio 1595. Fu referendario del Supremo tribunale della Segnatura apostolica. Acquistò il chiericato della Camera Apostolica il 28 febbraio 1600. Fu governatore di Civitavecchia dal 1605 al 1606 e nuovamente dal 1609 al 1610. Il 9 luglio 1614 fu nominato prefetto dell'Annona, divenne in seguito decano della Camera Apostolica. 
Papa Urbano VIII lo creò cardinale nel concistoro del 19 gennaio 1626. Il 9 febbraio dello stesso anno ricevette la diaconia dei Santi Vito e Modesto. Il 19 dicembre 1633 optò per la diaconia di Santa Maria in Cosmedin. Infine il 9 febbraio 1637 optò per l'ordine dei cardinali presbiteri e il titolo di Santa Maria del Popolo.
Fu mecenate delle arti e importante collezionista di libri.
Morì il 19 novembre 1638 di erisipela. Fu sepolto nella chiesa di San Francesco a Ripa.